# Exclusive Story
Exclusive Story é um filme estadunidense de 1936, do gênero drama, dirigido por George B. Seitz, e estrelado por Franchot Tone e Madge Evans. O filme foi produzido e distribuído pela Metro-Goldwyn-Mayer.

## Sinopse
Em 1935, o esquema de números (venda ilegal de bilhetes de loteria) é um grande negócio em toda a cidade de Nova Iorque, em grande parte controlada por mafiosos, que são temidos pela população. Enquanto isso, o jovem e simpático repórter de jornal Timothy "Tim" Higgins (Stuart Erwin) acaba de publicar uma denúncia de corrupção na concessão de contratos de cidades grandes, apenas para ter seu artigo contestado pelo acusado, que ameaça processá-lo por difamação.
Ordenado pelo seu editor a imprimir um pedido de desculpas, Higgins é abordado por Ann Devlin (Madge Evans), a filha de um velho e gentil lojista perto da orla. Ela implora para Higgins ajudar seu pai, que acaba de receber uma visita de um representante da máfia, que o mandou aumentar agressivamente suas vendas de bilhetes de loteria para clientes crédulos da loja. Durante muitos dias, Higgins entrevista Ann, seu pai e outras testemunhas, às vezes durante jantares. Ele recebe ajuda de Dick Barton (Franchot Tone), o advogado do jornal. Em um ponto, eles recebem um pacote contendo uma bomba de dinamite.
Michael Devlin, pai de Ann, eventualmente vende sua loja para um homem sem sequer perceber que ele é um mafioso, e que o oferece uma viagem marítima gratuita para Cuba. De repente, notícias de rádio relatam que o navio de Devlin está queimando e afundando na Carolina do Norte. Higgins e Barton embarcam apressadamente em um avião, com a intenção de voar por cima do acidente e ver o desastre, tirando fotos do navio em chamas. Devlin está entre os passageiros resgatados, e mais tarde diz à filha que a causa do incêndio pode ser atribuída à mafia, o que chama a atenção dos criminosos.

## Elenco
- Franchot Tone como Dick Barton
- Madge Evans como Ann Devlin
- Stuart Erwin como Timothy Aloysius Higgins
- Joseph Calleia como Ace Acello
- Robert Barrat como Werther
- J. Farrell MacDonald como Michael Devlin
- Louise Henry como Tess Graham
- Margaret Irving como Sra. Higgins
- Wade Boteler como O'Neil
- Charles Trowbridge como James Witherspoon, Sr.
- William Henry como James Witherspoon, Jr.
- Raymond Hatton como Editor
- J. Carrol Naish como Comos